# Phaeoceros proskaueri
Phaeoceros proskaueri là một loài rêu trong họ Anthocerotaceae. Loài này được Stotler, Crand.-Stot. & W.T. Doyle mô tả khoa học đầu tiên năm 2008. Danh pháp khoa học của loài này chưa được làm sáng tỏ. 